# Gustavo Gutiérrez Cabello
Gustavo Gutiérrez Cabello (Valledupar, Cesar, 12 de septiembre de 1940) es un músico colombiano, cantante, compositor, guitarrista y acordeonista de música vallenata.
Su estilo de composición vallenata es catalogado como "romántico, filosófico y poético" y es considerado uno de los creadores del "vallenato lírico" junto a Santander Durán Escalona, Octavio Daza, Freddy Molina, Rita Fernández Padilla, Sergio Moya Molina, Hernando Marín, Mateo Torres, Rosendo Romero y Fernando Meneses Romero.
Sus canciones han sido grabadas por Los Hermanos Zuleta, Jorge Oñate, Diomedes Díaz, el Binomio de Oro, Los Betos, Iván Villazón, Silvio Brito, Alfredo Gutiérrez, la Billo's Caracas Boys, Los Melódicos, La Tremenda de Venezuela, Pacho Galán, entre otros.

## Familia
Gustavo Gutiérrez Cabello nació en Valledupar, el 12 de septiembre de 1940. Hijo de Evaristo Gutiérrez Araújo y Teotiste Cabello Pimienta. Sus hermanos son José Tobías (fallecido en 1996), Karina y Olga Gutiérrez Cabello, con quienes creció en una casona colonial en inmediaciones de la plaza Alfonso López de Valledupar.
Tras dos años de noviazgo, en 1991 contrajo matrimonio a la edad de 51 años con Jenny Leonor Armenta Gómez.
Sostuvo una relación con la periodista Lolita Acosta Maestre, de cuya unión nació Jaime Daniel Gutiérrez Acosta (1992-2013).
Gutiérrez Cabello ha concebido cuatro hijos: Jaime Daniel Gutiérrez Acosta, Evaristo, Gustavo José y Enrique José Gutiérrez Armenta.
En 2013, su hijo Jaime falleció en extrañas circunstancias; el cuerpo del joven fue encontrado sin vida y abandonado en inmediaciones de Cáqueza, Cundinamarca a 39 km de Bogotá. Jaime Daniel estudiaba último semestre de Arquitectura en la Universidad Nacional de Colombia. Según reportes de la Policía Nacional, tuvo un "accidente en el puente de Guayabetal en la vía Bogotá–Villavicencio y su cuerpo fue llevado por pobladores al hospital de Cáqueza, donde llegó sin vida", mientras que no descartaron que se tratara de un suicidio.
En 2014, la madre de su hijo Jaime Daniel, Lolita Acosta, falleció tras padecer cáncer.

## Trayectoria
Parte de su inspiración poética tuvo influencia del poeta colombiano Jorge Robledo Ortiz y del escritor Antonio Comas, conocido como ‘el Indio’ Duarte, los cuales eran también del agrado de su padre, Evaristo Gutiérrez, quien además era fanático de la música clásica y fue músico formado en conservatorio; era diestro en el piano y el violín. Según el mismo Gutiérrez, encontró inspiración en la música andina, de la Argentina, como la canción Los ejes de mi carreta del músico de Atahualpa Yupanqui, Guillermo Breer, en las poesías de Federico García Lorca, en Gustavo Adolfo Bécquer, el escritor español Antonio Gala y las canciones de Mercedes Sosa.
A los 13 años de edad quería ser músico y aprendió a tocar la guitarra.
En su juventud era compañero de parrandas vallenatas de la folclorista Consuelo Araújo Noguera, el escritor Gabriel García Márquez, el compositor Rafael Escalona, el pintor Jaime Molina, Álvaro Cepeda Samudio y Fabio Lozano Simonelli en visitas a Valledupar.
Estudió administración de empresas, primero en Medellín y luego en la Universidad EAN en Bogotá. Durante su estancia en Medellín desarrolló un gusto por las rancheras, los boleros y el tango; de popularidad en esta región. Tras graduarse, Gutiérrez fue nombrado Director de Turismo del Cesar durante 5 años, periodo en el cual también organizó cinco Festivales de la Leyenda Vallenata y forjó amistad con el entonces gobernador del departamento del Cesar, Alfonso López Michelsen y su  esposa, Cecilia Caballero.
Ganó en dos ocasiones el premio a la canción inédita del Festival de la Leyenda Vallenata, primero con Rumores de viejas voces en 1969, y luego con Paisaje de sol, en 1982.

### Homenaje en el Festival Vallenato
Para la edición 46 del Festival de la Leyenda Vallenata (2013), Gutiérrez Cabello fue el principal homenajeado. Durante varios meses fue objeto de varios homenajes por su contribución al folclor vallenato en Bogotá, Barranquilla y Valledupar, y en las que el evento fue promovido por Los Niños del Vallenato Escuela ‘Rafael Escalona’.
Tras un alianza entre la Fundación Festival de la Leyenda Vallenata y Sony Music, se lanzó una colección en disco compacto con 25 de los mejores temas compuestos por Gutiérrez Cabello. En la producción musical participaron algunos de los principales exponentes de la música vallenata y otros artistas de reconocimiento en Colombia. Entre los artistas estuvieron Silvestre Dangond, Alex Manga, Andrés Cepeda, Beto Zabaleta, Chabuco, Daniel Calderón, Fabián Corrales, Felipe Peláez, Fonseca, Gusi & Beto, Iván Villazón, Ivo Díaz, Jean Carlos Centeno, Jorge Celedón y Juan Carlos Coronel.

## Discografía
Discografía de Gustavo Gutiérrez Cabello:
- 1975: El vallenato romántico

1. La gaviota  (Gustavo Gutiérrez Cabello)
2. Lamento provinciano
3. Inquietud
4. Siempre presente
5. Morenita
6. Confidencia
7. Conquista fácil
8. Suspiros del alma
9. Nostalgia de mi tierra
10. Tierra mía
11. La espina

- 1976: Los revolucionarios

1. Atardecer manaurero (Beltrán Orozco)
2. Dios te necesito (José Vásquez)
3. El huerfanito (Guillermo Buitrago)
4. El rico no dice nada (Gustavo Gutiérrez Cabello)
5. Grito Vagabundo (Guillermo Buitrago)
6. La víspera de año nuevo (Guillermo Buitrago)

- 1977: Mírame

1. Algo entre los dos (Gustavo Gutiérrez Cabello)
2. Ensueño (Gustavo Gutiérrez Cabello)
3. Flor de mayo
4. Mi sustento
5. Mi tierra
6. Mírame (Tobías Enrique Pumarejo)
7. Por un capricho
8. Recuerdo de Don Toba (Gustavo Gutiérrez Cabello)
9. Romance vallenato

- 1978: Rancheras y Boleros

1. Vámonos (José Alfredo Jiménez)
2. Despacito (José Alfredo Jiménez)
3. Pasaste a la historia (Mary Carmen Haro)
4. Serenata sin luna (José Alfredo Jiménez)
5. La barca (Rafael Hernández)
6. Un siglo de ausencia (Alfredo Gil)
7. Amor se escribe con llanto (Enrique Urquijo)
8. El mal querido (Solano / González / Quiroz)
9. Frente a frente (Alberto Domínguez)
10. En mi viejo San Juan (Noél Estrada)

- 1979: El poeta vallenato

1. Al otro lado del río (Gustavo Gutiérrez Cabello)
2. Cecilia (Gustavo Gutiérrez Cabello)
3. Fracaso algodonero (Gustavo Gutiérrez Cabello)
4. LLegaste a tiempo (Gustavo Gutiérrez Cabello)
5. Oye amigo (Gustavo Gutiérrez Cabello)
6. Por eso canto (Gustavo Gutiérrez Cabello)

- 1981: Un señor vallenato

1. Un señor vallenato (Gustavo Gutiérrez Cabello)
2. Arbolito de Navidad (José Barros)
3. Camino al piñal (Mercedes Cotes)
4. Confidencia (Gustavo Gutiérrez Cabello)
5. Dejé que se fuera (Gustavo Gutiérrez Cabello)
6. El canario (Alonso Fernández Oñate)
7. Homenaje a un labrador (Jorge Calderón)

- 1988: El Binomio de Oro presenta a: Gustavo Gutiérrez.[27]

1. Recuérdame (Gustavo Gutiérrez Cabello)
2. Mi fiel amiga (Gustavo Gutiérrez Cabello)
3. El hombre de la piel morena (Gustavo Gutiérrez Cabello)
4. Regalo mis canciones (Gustavo Gutiérrez Cabello)
5. Añoranzas de un amor (Gustavo Gutiérrez Cabello)
6. Tú no sabes (Gustavo Gutiérrez Cabello)
7. La mariposa (Gustavo Gutiérrez Cabello)
8. Nadie como tú (Gustavo Gutiérrez Cabello)
9. Ella lo sabe (Gustavo Gutiérrez Cabello)
10. Lamento provinciano (Gustavo Gutiérrez Cabello)
11. Quiero cantar (Gustavo Gutiérrez Cabello)
12. Así fue mi querer (Gustavo Gutiérrez Cabello)

- 1990: Canciones que son Amores

1. Camino largo
2. Sin medir distancias
3. Lloraré
4. El cariño de mi pueblo
5. Ella lo sabe
6. Conquista fácil
7. Confidencia
8. Popurrí - Mi novia juvenil - Inquietud - Delirio
9. De poquito a poco
10. Llegó el olvido
11. Corazón martirizado

- 2006: Rescatando los éxitos del Long Play

1. Lamento provinciano
2. Leonor del Cesar
3. Mírame fijamente
4. La espina
5. Romance vallenato
6. Inquietud
7. Sequía
8. Confidencia
9. Mis amigos me recordarán
10. Suspiros del alma
11. Recuerdo de Don Toba
12. Conquista fácil

## Composiciones
Estas son algunas de las composiciones de Gustavo Gutiérrez Cabello:
- El adiós a Pedro Castro (1967): Compuesta tras el fallecimiento del político Pedro Castro Monsalvo. Grabada por Los Hermanos Zuleta en el álbum Homenaje a Pedro Castro en 1985.
- Confidencia(1969): Grabada por Alfredo Gutiérrez. Grabada por Carlos Vives. Grabada por Los Hermanos Zuleta (Alfonso ‘Poncho’ Zuleta & Emilianito Zuleta)
- Rumores de viejas voces: tema ganador del Festival de la Leyenda Vallenata en 1969, categoría "canción inédita".
- Algo entre los dos
- Ensueño
- El rico no dice nada
- Paisaje de sol: tema ganador del Festival de la Leyenda Vallenata en 1982, categoría "canción inédita". Fue grabada por Jorge Oñate
- Calma mi melancolía (1983)
- Te regalo mis canciones (1983)
- Mil razones: Grabada por el Binomio de Oro en el álbum Mucha calidad (1983).
- No sé pedir perdón: Grabada por el Binomio de Oro en el álbum Somos el vallenato (1984).
- La Espina
- Cecilia
- Así fue mi querer
- Sin medir distancias (grabada por Diomedes Díaz)
- Corazón martirizado
- Tanto que te canto: grabada en ritmo cumbia por la orquesta Billo's Caracas Boys de Venezuela. También ha sido grabada en vallenato por Los Hermanos Zuleta.
- Lloraré
- Recuérdame
- Camino largo: grabada por Diomedes Díaz y Colacho Mendoza en el álbum Fiesta Vallenata vol. 6 en 1980.
- Mi niño se creció
- No pude más: Grabada por Jorge Celedón.
- Te quiero porque te quiero
- Aquella tarde
- Dejé que se fuera
- Al otro lado del río
- Cecilia
- Fracaso algodonero
- LLegaste a tiempo
- Oye amigo
- Por eso canto
- Lamento provinciano: Grabada por el Binomio de Oro en el álbum Festival Vallenato (1982).
- Amores que van y vienen (1984)
- El cariño de mi pueblo (1985)
- Que la violencia no nos llegue al Valle
- La gaviota
- Camino agreste
- Parrandas inolvidables (1985)
- El regalito compuesta en honor a su padre Evaristo.
- Cariño de madre compuesta en honor a su madre Teotiste. La canción se volvió popular en Valledupar y la región cada año durante el Día de la Madre.[3]
- Enamórate
- Alégrate porque vengo
- Si te vas te olvido.[29]
- Amigos míos.[29]
- Llegó el verano.[29]
- Se te nota en la mirada: grabada por Diomedes Díaz y Colacho Mendoza.
- Cómo pudo terminar (1986)
- Ventana de mis sentimientos (1998)
- A un ladito del camino (2009)
- Tu hermanita la menor: grabada por el cantante Fabián Corrales y el acordeonero Juan José Granados en el álbum Tu norte soy yo en 2002.
- Mi novia juvenil: grabada por el cantante Fabián Corrales y el acordeonero Juan José Granados en el álbum Ayer y hoy en 2003.
- Fuego de amor: grabada por Armando Moscote y Rafael Salas en el álbum Fiesta Vallenata vol. 6 en 1980
- Arroyitos de mi infancia: grabada por Iván Villazón y Saúl Lallemand en el álbum El Desafío en 2002.
- Rocío de la mañana: grabada por Julio Rojas Buendía y Ricardo Maestre en el álbum No hay quinto malo en 1987.
- El niño de la calle: grabada por Alfredo Gutiérrez y su conjunto en el álbum Mi acordeón bohemio en 1972.

## Honores
Gutiérrez Cabello ha recibido la Orden al Mérito de la Cámara de Representantes de Colombia, de CBS (Columbia Records) y de la alcaldía de Bucaramanga.